# زمین‌لرزه ۲۰۱۷ چیاپاس
در ساعت ۱۱:۴۹ به وقت منطقه زمانی مرکزی روز ۷ سپتامبر ۲۰۱۷ زمین‌لرزه ای به بزرگی ۸٫۱ ریشتر در ساحل چیاپاس مکزیک حدود ۸۷ کیلومتری جنوب پیهیهیاچان در خلیج تواناتپک به وقوع پیوست. زمین‌لرزه باعث شد که تعدادی‌های از ساختمان در مکزیکوسیتی تکان بخورند. حداقل ۹۰ تن در این زمین‌لرزه کشته شده‌اند.
این زمین‌لرزه قوی‌ترین زمین‌لرزه ای که در یک قرن در مکزیک ثبت شده‌است و همچنین دومین زمین‌لرزه قوی است پس از زمین‌لرزه ۸٫۶ ریشتری سال ۱۷۸۷ که در تاریخ این کشور ثبت شده‌است.

## آسیب

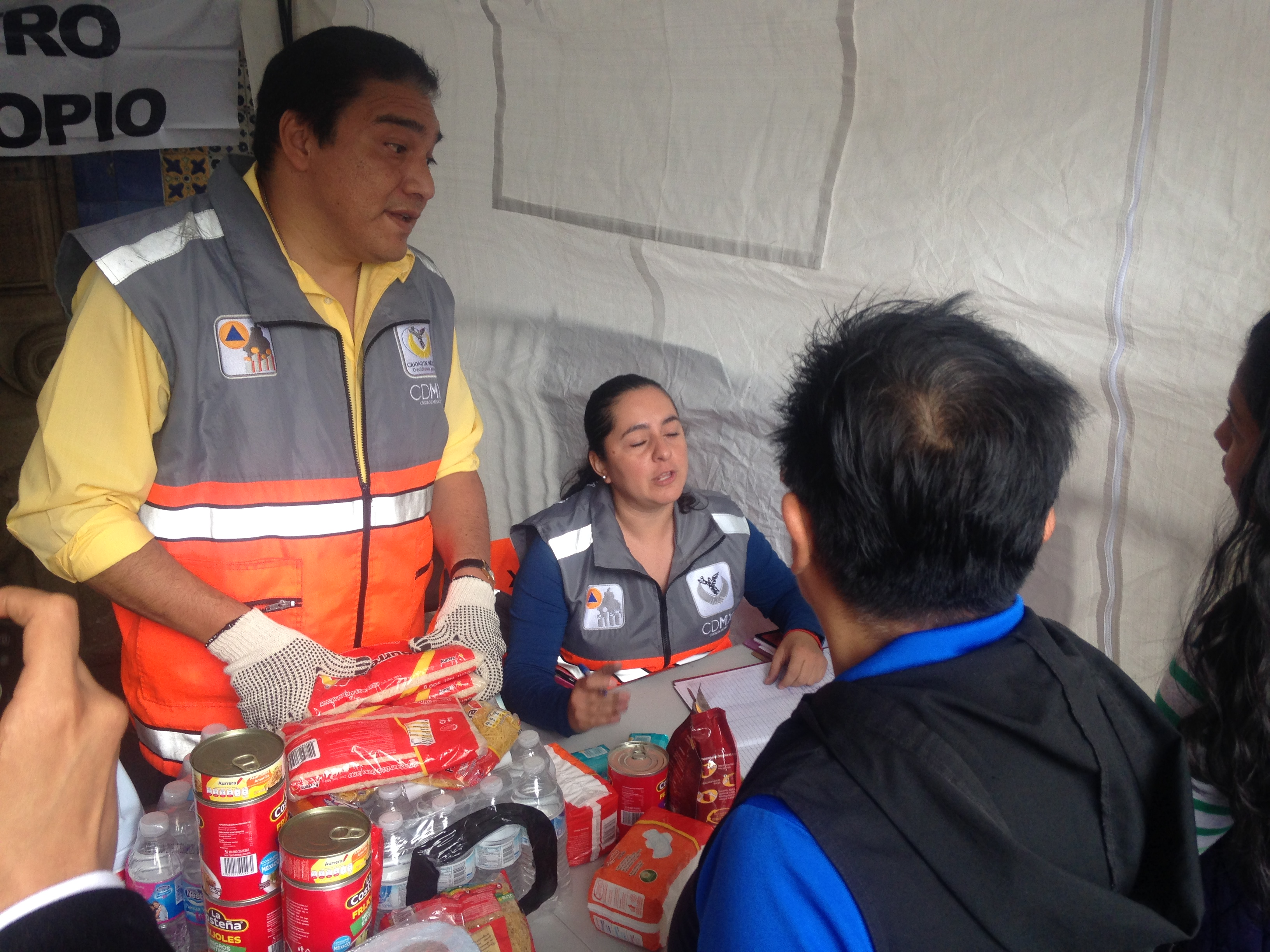
تیم امداد در محل زلزله

گزارش شده‌است تعدادی خانه بر اساس زمین‌لرزه ویران شده‌اند یا آسیب‌های اساسی دیده‌اند. همچنین بیمارستان‌ها و مدارس نیز آسیب دیده‌اند. در این زمین‌لرزه حداقل ۹۰ تن از جمله ۴۵ تن در اوآخاکا، ۱۲ تن در چیاپاس و ۲ تن در تاباسکو کشته شده‌اند.
این زمین‌لرزه همچنین باعث شده‌است که ساختمان‌ها در مکزیکو سیتی تکان بخورند. گزارش‌هایی نیز بوده‌است که شیشه‌هایی فرودگاه بین‌المللی مکزیکوسیتی به لرزه درآمده‌اند.